# Spinh-Gruppe
Eine Spinʰ-Gruppe (oder quaternionische Spin-Gruppe) ist im mathematischen Teilgebiet der Spin-Geometrie, wiederum ein Teilgebiet der Differentialgeometrie, eine Lie-Gruppe, welche durch Vertwistung der Spin-Gruppe mit der ersten symplektischen Gruppe entsteht. H steht dabei für die Quaternionen, welche mit {\displaystyle \mathbb {H} } notiert werden. Eine zentrale Anwendung finden Spinʰ-Gruppen in der Definition von Spinʰ-Strukturen.

## Definition
Die Spin-Gruppe {\displaystyle \operatorname {Spin} (n)} ist eine doppelte Überlagerung der speziellen orthogonalen Gruppe {\displaystyle \operatorname {SO} (n)} und entsprechend wirkt {\displaystyle \mathbb {Z} _{2}} auf dieser mit {\displaystyle \operatorname {Spin} (n)/\mathbb {Z} _{2}\cong \operatorname {SO} (n)}. Auf der ersten symplektischen Gruppe {\displaystyle \operatorname {Sp} (1)\cong S^{3}\subset \mathbb {H} } wirkt {\displaystyle \mathbb {Z} _{2}} ebenfalls durch die antipodale Identifikation {\displaystyle y\sim -y}. Die Spinʰ-Gruppe ist nun definiert durch:
{\displaystyle \operatorname {Spin} ^{\mathrm {h} }(n):=\left(\operatorname {Spin} (n)\times \operatorname {Sp} (1)\right)/\mathbb {Z} _{2}}
mit {\displaystyle (x,y)\sim (-x,-y)}. Üblich ist auch die Notation {\displaystyle \operatorname {Spin} ^{\mathbb {H} }(n)}. Mit dem exzeptionellen Isomorphismus {\displaystyle \operatorname {Spin} (3)\cong \operatorname {SU} (2)} gilt insbesondere {\displaystyle \operatorname {Spin} ^{\mathrm {h} }(n)=\operatorname {Spin} ^{3}(n)} mit:
{\displaystyle \operatorname {Spin} ^{k}(n):=\left(\operatorname {Spin} (n)\times \operatorname {Spin} (k)\right)/\mathbb {Z} _{2}.}

## Niedrigdimensionale Beispiele
- {\displaystyle \operatorname {Spin} ^{\mathrm {h} }(1)\cong \operatorname {Sp} (1)\cong \operatorname {SU} (2)}, induziert vom Isomorphismus {\displaystyle \operatorname {Spin} (1)\cong \operatorname {O} (1)\cong \mathbb {Z} _{2}}.
- {\displaystyle \operatorname {Spin} ^{\mathrm {h} }(2)\cong \operatorname {U} (2)}, induziert vom exzeptionellen Isomorphismus {\displaystyle \operatorname {Spin} (2)\cong \operatorname {U} (1)\cong \operatorname {SO} (2)}. Da außerdem {\displaystyle \operatorname {Spin} (3)\cong \operatorname {Sp} (1)\cong \operatorname {SU} (2)}, ist auch {\displaystyle \operatorname {Spin} ^{\mathrm {h} }(2)\cong \operatorname {Spin} ^{\mathrm {c} }(3)}.

## Eigenschaften
Die Homotopiegruppen der Spinʰ-Gruppen lassen sich über die lange exakte Sequenz der Homotopiegruppen des Faserbündels {\displaystyle \mathbb {Z} _{2}\hookrightarrow \operatorname {Spin} (n)\times \operatorname {Sp} (1)\twoheadrightarrow \operatorname {Spin} ^{\mathrm {h} }(n)} berechnen und sind gegeben durch:
{\displaystyle \pi _{k}\operatorname {Spin} ^{\mathrm {h} }(n)\cong \pi _{k}\operatorname {Spin} (n)\times \pi _{k}\operatorname {Sp} (1)\cong \pi _{k}\operatorname {SO} (n)\times \pi _{k}(S^{3})}
für {\displaystyle k\geq 2}. Dabei wurde genutzt, dass bei einer Überlagerung wie {\displaystyle \operatorname {Spin} (n)\twoheadrightarrow \operatorname {SO} (n)} die höheren Homotopiegruppen über der Fundamentalgruppe übereinstimmen.